# Rejon chuściański
Rejon chuściański – jednostka administracyjna w składzie obwodu zakarpackiego Ukrainy.
Utworzony w 1953. Ma powierzchnię 975 km². Siedzibą władz rejonu jest Chust.
Na terenie rejonu znajduje się 1 miejska rada, 1 osiedlowa rada i 25 silskich rad, obejmujących w sumie 56 miejscowości.

## Miejscowości rejonu
- (Березово)
- (Боронява)
- (Велятин)
- Chust (Хуст)
- (Данилово)
- (Ділок)
- (Драгово)
- (Гонцош)
- (Горінчово)
- (Хустець)
- (Іза)
- (Яблунівка
- (Каллів)
- (Карповтлаш)
- (Кічерели)
- (Копашново)
- (Кошельово)
- (Крайнє)
- (Крайниково)
- (Крива)
- (Кривий)
- (Кутлаш)
- (Липецька Поляна)
- (Липовець)
- (Липча)
- (Лунка)
- (Медвежий)
- (Модьорош)
- (Монастирець)
- (Нанково)
- (Нижнє Селище)
- (Нижній Бистрий)
- (Облаз)
- (Ожоверх)
- (Олександрівка)
- (Осава)
- (Поляна)
- (Посіч)
- (Поточок)
- (Противень)
- (Ракош)
- (Рокосово)
- (Ряпідь)
- (Слоповий)
- (Сокирниця)
- (Становець)
- (Стеблівка)
- (Сюрюк)
- Szajan (Шаян)
- (Широке)
- (Тополин)
- Wyszkowo (Вишково)
- (Вертеп)
- (Вільшани)
- (Забрідь)
- (Залом)
- (Золотарьово)
- (Жовтневе)